# CoRoT-2b
COROT-2b (trước đây gọi là COROT-Exo-2b) là hành tinh ngoài hệ mặt trời thứ hai được phát hiện bởi sứ mệnh COROT do Pháp dẫn đầu và quay quanh ngôi sao COROT-2 ở khoảng cách 700 năm ánh sáng từ Trái Đất về phía Trái Đất chòm sao Thiên Ưng. Phát hiện của nó được công bố vào ngày 20 tháng 12 năm 2007  Sau khi phát hiện ra nó thông qua phương pháp vận chuyển, khối lượng của nó được xác nhận thông qua phương pháp vận tốc hướng tâm.

## Đặc điểm
Hành tinh này là một Sao Mộc nóng lớn, gấp khoảng 1,43 lần bán kính của Sao Mộc và lớn gấp khoảng 3,3 lần. Kích thước khổng lồ của nó là do sự nóng lên dữ dội từ ngôi sao mẹ của nó, khiến cho các lớp khí quyển bên ngoài của nó bị phồng lên. Bán kính cực lớn của hành tinh cho thấy COROT-2b rất nóng, ước tính khoảng 1500 K, thậm chí còn nóng hơn dự kiến với vị trí gần với ngôi sao mẹ của nó. Thực tế này có thể là một dấu hiệu của sự nóng lên của thủy triều do tương tác với một hành tinh khác. Ở các khoảng cách giống như Sao Mộc, bán kính của nó sẽ gần giống với Sao Mộc. Đường cong pha hoàn chỉnh của hành tinh này đã được quan sát.
COROT-2b quay xung quanh ngôi sao của nó khoảng một lần mỗi 1,7 ngày, và quay xung quanh các ngôi sao trong một prograde chỉ đạo sâu sát đến của ngôi sao xích đạo. Ngôi sao mẹ của nó là một ngôi sao loại G, mát hơn Mặt trời một chút nhưng hoạt động nhiều hơn. Nó nằm cách Trái đất khoảng 800 năm ánh sáng.
Kể từ tháng 8 năm 2008, góc quỹ đạo quay COROT-2b (nghĩa là góc giữa đường xích đạo của ngôi sao và mặt phẳng của quỹ đạo hành tinh) đã được tính toán bởi Bouchy và cộng sự, bằng phương pháp hiệu ứng Rossiterlin McLaughlin với giá trị là +7,2 ± 4,5 độ.